# Ронан Обвинитель
Ронан Обвинитель (англ. Ronan the Accuser) — персонаж комиксов издательства Marvel Comics, представитель расы Крии.

## История публикаций
Ронан Обвинитель создан Стэном Ли и Джеком Кирби в 1967 году и впервые появился в Fantastic Four vol. 1 № 65.
Персонаж вернулся в Captain Marvel vol.1 и играл важную роль в войне Крии и Скруллов в Avengers vol.1 № 88-97. После появления в Ms. Marvel vol.1 и Silver Surfer vol.3 Ронан возвращается в кроссовере Galactic Storm в 1992 году.
Ронан появляется в Fantastic Four vol.3 № 13-14 и Iron Man vol.3 № 14. Затем играет главную роль в кроссовере Maximum Security в январе 2001 года.
В течение истории Annihilation в 2006 году Ронан появляется в четырёх выпусках собственной минисерии, написанной Саймоном Фурманом, и играет одну из главных ролей в Annihilation № 1-6. Позже он появляется в сиквеле Annihilation Conquest № 1-6 и Annihilation Conquest: Wraith № 1-4 в 2007 году.
После того, как он был показан в Secret Invasion: War of Kings, Ронан появляется в War of Kings № 1-6 (2009) и Realm of Kings: Inhumans № 1-4. После появления в The Thanos Imperative № 1-6 (2010) Ронан становится членом заглавной команды в Annihilators № 1-4 (2011) и Annihilators: Earthfall № 1-4 (сентябрь-декабрь 2011).

## Силы и способности
Ронан обладает сверхчеловеческой силой, выносливостью, скоростью и рефлексами, которые усиливаются благодаря технологиям его брони. Он обладает повышенным сопротивлением ядам, токсинам и болезням и повышенной стойкостью, которая позволяет выдерживать удары персонажей 100-тонного уровня. Так же он способен создавать локализованные черные дыры, парализующие поля и «пузыри» временных аномалий, выпускать энергетические лучи из глаз.
Мастерски владеет рукопашным боем и обладает высоким опытом в области тактики и стратегии, превосходно владеет оружием ближнего боя. Навыки лидерства помогли ему возглавить Крии во время Аннигиляции. Также обладает высокими умственными способностями. Является представителем высокотехнологичной цивилизации, которая обошла земную в развитии на тысячелетия. В совершенстве владеет юриспруденцией Крии, так как является общественным обвинителем (Главным правоохранительным органом в империи Крии).
Ронан использует боевой молот, названный «Вселенское оружие Крии», имеющий огромный разрушительный потенциал и значительно повышающий перечень способностей Ронана, который включает в себя создание мощнейшего выплеска энергии направленного действия, генерация силовых полей, замораживание, полёт и молекулярный контроль.
Также Ронан показал немалую силу, победив, а затем и убив одного из генералов армии Таноса — Чёрного Карлика — во время событий серии Бесконечность (Infinity).

## Другие версии

### Ultimate Marvel
В Ultimate вселенной Ронан Обвинитель является сыном Таноса и поддерживает его империю. Он терпит поражение от Существа.
В сюжетной линии Hunger появляется другой вариант Ронана, называющий себя Ро-Нан. Он командует армией Крии в борьбе с Читаури. Во время встречи двух народов появляется Галактус. Ро-Нан был убит в Hunger #3.

### JLA/Avengers
Ронан появляется в кроссовере JLA/Avengers как часть армии Кроны. Он был повержен Капитаном Марвелом из вселенной DC.

## Вне комиксов

### Мультсериалы
- Ронан появляется в качестве камео в серии «Радикальное правосудие» мультсериала «Серебряный Сёрфер».
- Ронан, озвученный Майклом Добсоном, появляется в сериях «Суд огнём», «Аннигиляция» и «Битва чемпионов» мультсериала «Фантастическая четвёрка: Величайшие герои мира».
- Ронан появляется в комедийном мультсериале «Отряд супергероев».
- Ронан, озвученный Кейтом Сзарабажка, появляется в сериях «Добро пожаловать в Империю Крии» и «Операция: Галактический шторм» мультсериала «Мстители. Величайшие герои Земли».
- Ронан появляется в мультсериале «Халк и агенты У.Д.А.Р.А.» в эпизоде «Планета Халка».
- Ронан появляется в мультсериале «Стражи Галактики».
- Ронан появился в эпизодической роли в мультсериале «Люди Икс ’97».

### Фильмы
- Ли Пейс сыграл Ронана в фильме «Стражи Галактики» 2014 года, где он является главным антагонистом[6]. По сюжету он является фанатиком Крии, который игнорирует мирный договор его расы с Ксандаром. Ронан заключает союз с Таносом, пообещав ему принести сферообразный артефакт в обмен на то, что Танос уничтожит Ксандар. Когда Звёздный Лорд похищает артефакт, Ронан посылает Гамору вернуть его. После её измены он начинает преследовать Стражей Галактики. Получив артефакт, он признаёт в нём Камень Бесконечности и разрывает свою сделку с Таносом. Ронан намеревается уничтожить Ксандар, а после этого разобраться с Таносом лично. Он уничтожает корпус Нова и сталкивается лицом к лицу со Стражами Галактики, которые разрушают его корабль. Ронан готовится разрушить Ксандар, однако его отвлекает Звёздный лорд, в то время как Ракета и Дракс Разрушитель уничтожают его молот. Стражам удаётся совладать с силой сферы и использовать её, чтобы уничтожить Ронана.
- Ли Пейс вернулся к роли Ронана в фильме «Капитан Марвел» 2019 года, действия которого происходят в 1990-е годы, то есть до событий фильма «Стражи Галактики».

### Видеоигры
- Ронан появляется как вспомогательный персонаж игры «Avengers in Galactic Storm» 1995 года.
- Ронан — один из открываемых персонажей игры «Lego Marvel Super Heroes», где его озвучивает Джон Ди Маджо.
- В «Marvel: Avengers Alliance» Ронан является антагонистом.
- Ронан является открываемым персонажем в игре «Marvel: Avengers Alliance Tactics».
- В «Disney Infinity: Marvel Super Heroes» Ронан является игровым персонажем.
- Marvel Future Fight — является открываемым персонажем, универсального класса.
- Marvel Contest of Champions — является открываемым персонажем класса космос.
- Ронан является играбельным персонажем в Marvel Puzzle Quest.